# Mîhailo Koțiubînskîi
Mîhailo Mîhailovici Koțiubînskîi (în ucraineană Михайло Михайлович Коцюбинський, n. 5/17 septembrie 1864, Vinița, Imperiul Rus – d. 12/25 aprilie 1913, Cernihiv, Cernigov⁠(d), Imperiul Rus) a fost un scriitor ucrainean de la sfârșitul secolului al 19-lea și începutul secolului 20.
Maestru al prozei artistice, povestirile și nuvelele sale sunt axate pe tema asupririi naționale și sociale a poporului ucrainean. Se remarcă analiza socială și psihologică, maniera impresionistă și limbajul liric și melodios, de origine populară.

## Biografia
Tatăl său a fost Mihailo Matviiovici Koțiubînskîi iar mama sa Glicheria Maksimivna Abaz. A trăit în copilărie în Vinița, Bar și în Podolia. După absolvirea Școlii  Religioase din Șarhorod în 1880, și-a continuat studiile la Seminarul Teologic din Kameneț-Podolsk. Exmatriculat din școală în 1882 pentru implicarea sa narodnică, a rămas sub supravegherea poliției pentru tot restul vieții. După ce tatăl său a pierdut funcția sa publică și mama sa a devenit oarbă, și-a susținut familia lucrând ca meditator particular în Vinița.                                                                                                                                                                                                                                                                       Fiind un intelectual autodidact, în tinerețe a fost influențat de scrierile lui Taras Șevcenko, Marko Voiciok, Fiodor Dostoievski, Heinrich Heine, Émile Zola, Victor Hugo și Guy de Maupassant. Citirea operelor lui Ludwig Feuerbach și Charles Fourier a contribuit la devenirea sa ca ateu și socialist, iar literatura ucraineană i-a deșteptat conștiința națională și dorința de a lucra pentru poporul său de la o vârstă  timpurie.
În anul 1896 s-a căsătorit la Cernihiv cu Vira Ustimivna Deișa (1863-1921) cu care a avut patru copii.
În perioada 1892-1897 a fost membru al organizației politice secrete Frăția-Taras (ukr: Bratstvo tarasivtsiv). În mare parte din anii 1892-1897 a lucrat pentru o comisie care a studiat filoxera în Basarabia și Crimeea. În 1898 s-a deplasat la Cernihiv și a lucrat ca statistician în biroul de statistică al zemstvei. Koțiubynskyi a vizitat pentru prima dată Galiția în 1890 și a cunoscut multe figuri culturale ucrainene, incluzând pe Ivan Franko și Volodymyr Hnatiuk. El a păstrat contactul cu mulți intelectuali și editori de ziare din Galiția care i-au publicat povestirile începând din 1890. În anul 1905 a călătorit în Germania, Austria, Italia, Elveția și sudul Franței. Fiind bolnav de inimă, a rămas în  insula Capri în anii 1909-1911. A vizitat Grecia în 1910 și a locuit în satul Krîvorivnea din Carpați în 1910 și 1912.

## Opera
Aproximativ douăzeci dintre prozele sale au fost publicate în timpul vieții, începând cu povestiri separate și până la culegeri ample. Prima sa nuvelă a fost Andrii Soloviiko, publicată în 1884. Povestirilșe sale timpurii reflectă realismul etnografic și se află sub influența lui Ivan Neciui-Levițki și a ideilor narodnice. Ulterior, în decada 1890, abordarea sa a devenit mai sofistikcată și scriitorul a evoluat, fiind unul dintre cei mai talentați scriitori moderni ucraineni. Impresionismul liric caracterizează povestirea V putah șaitana (În ghearele satanei), iar studiile sale exotice Na kameni (Pe stâncă) (1902) și Pid minaretami (Sub minarete) (1904) sunt capodopere ale acestui stil. Realismul psihologic subtil este de asemenea caracteristic pentru lucrările lui Koțiubînskii scrise după Revoluția din 1905. Aceste povestiri sunt cele mai originale contribuții ale sale la altă temă recurentă: opresiunea națională și socială a țarismului în Ucraina. În această temă se includ: Vin ide (El vine, 1906), Smih (Râsul, 1906), Persona grata (1907) și nuvela neterminată Fata morgana (1903-1910). Scrierile sale cu cele mai înalte calități artistice  sunt Intermezzo (1908) în care autorul a înfățișat, prin combinarea naturalismului cu realismul, puterea vindecătoare a naturii pentru un autor neurastenic, precum și Tini zabutih predkiv (1911), o nuvelă psihologică despre viața huțulilor, care descrie pe larg demonologia și unele legende populare. Operele sale au fost reeditate de  mai multe ori. Cele mai complete ediții au apărut în anii 1929-1930 (5 volume), 1961-1962 (6 volume) și 1973-1975 (7 volume).

## Scrieri
- 1896: Pe coptior
- 1899: V putah șaitana i inși opovidannia (În ghearele Satanei și alte povestiri)
- 1900: Po-liudskomu: Opovidannia z bessarabskoho jyttia (În mod civilizat: Povestiri din viața basarabeană)
- 1901: Lealečka (Лялечка)
- 1903: Opovidannia (Povestiri)
- 1903: Poiedynok i inși opovidannia (Duelul și alte povestiri)
- 1905: U grișnii svit (În lumea păcătoasă)
- 1908: Intermezzo (1908)
- 1909 : Z glibini (Din adâncuri)
- 1903-1910: Fata Morgana
- 1911: Debiut (Debutul)
- 1913: Tini zabutyh predkiv (Umbrele strămoșilor uitați) (1911)

## Posteritate
Au fost înființate muzee memoriale literare la Vinița în 1927, în casa în care s-a născut Koțiubynskyi, și în Cernihiv în 1934 în casa în care a locuit.  